# Eljachin
Eljachin (hebrejsky אֶלְיָכִין, v oficiálním přepisu do angličtiny Elyakhin) je místní rada (menší město) v Izraeli, v Centrálním distriktu.

## Geografie
Leží v nadmořské výšce 32 metrů, cca 40 kilometrů severoseverovýchodně od centra Tel Avivu, cca 10 kilometrů severovýchodně od města Netanja a cca 3 kilometry jižně od města Chadera, v Izraelské pobřežní planině.
Eljachin se nachází v hustě zalidněném sídelním pásu ve volné návaznosti na metropolitní oblast Tel Avivu (Guš Dan). V bezprostředním okolí města se rozkládá intenzivně obhospodařovaná zemědělská krajina prostoupená četnými sídly. Osídlení v tomto regionu je v naprosté většině židovské. Město je na dopravní síť napojeno pomocí lokální silnice číslo 5812 a 581, která západně od Eljachin ústí do severojižního dopravního tahu Dálnice číslo 4

## Dějiny
Eljachin byl založen roku 1950 Šlo o nově zřizované sídlo určené zejména pro židovské přistěhovalce z Jemenu. Později byla část plochy obce oddělena a předána pod jurisdikci sousedního mošavu a kibucu.
V roce 1977 byla obec povýšena na místní radu. Kvůli rozrůstání obce a vyčerpání dostupných územních rezerv byla k Eljachin dodatečně připojena plocha 675 dunamů (0,675 kilometru čtverečních) určená pro rezidenční a komerční výstavbu. Funguje zde čtrnáct synagog.

## Demografie
Podle údajů z roku 2014 tvořili naprostou většinu obyvatel Židé (včetně statistické kategorie "ostatní", která zahrnuje nearabské obyvatele židovského původu ale bez formální příslušnosti k židovskému náboženství).
Eljachin je menším sídlem, které jen zčásti nabývá městského charakteru. K 31. prosinci 2014 zde žilo 3407 lidí. Během roku 2014 stoupla populace o 1,3 %.
| Rok            | 1961  | 1968  | 1972  | 1983  | 1995  |
| -------------- | ----- | ----- | ----- | ----- | ----- |
| Počet obyvatel | 1 967 | 1 750 | 1 773 | 1 498 | 1 890 |

| Rok            | 2001  | 2003  | 2004  | 2005  | 2006  | 2007  | 2008  | 2009  | 2010  | 2011  | 2012  | 2013  | 2014  |
| -------------- | ----- | ----- | ----- | ----- | ----- | ----- | ----- | ----- | ----- | ----- | ----- | ----- | ----- |
| Počet obyvatel | 2 310 | 2 499 | 2 561 | 2 623 | 2 698 | 2 791 | 2 902 | 2 981 | 3 063 | 3 109 | 3 231 | 3 364 | 3 407 |